# Sebastian Möller
Sebastian Möller (* 1968) ist ein deutscher Elektrotechniker und Experte für Sprachtechnologie.

## Leben und beruflicher Werdegang
Er studierte Elektrotechnik an den Universitäten in Bochum, Orléans (Frankreich) und Bologna (Italien). Von 1994 bis 2005 war er als wissenschaftlicher Mitarbeiter und später Hochschuldozent am Institut für Kommunikationsakustik (IKA) der  Ruhr-Universität Bochum tätig und arbeitete dort im Bereich der  Sprachsignalübertragung, der Sprachtechnologie und Kommunikationsakustik, sowie zu Aspekten der Qualität sprachbasierter Systeme. Er habilitierte sich an der Fakultät für Elektrotechnik und Informationstechnik an der Ruhr-Universität Bochum im Jahr 2004 mit einem Buch über die Qualität telefonbasierter Sprachdialogsysteme. Von 2005 bis 2015 leitete er bei den Telekom Innovation Laboratories (damals: Deutsche Telekom Laboratories) das Quality and Usability Lab. Im April 2007 wurde er zum Professor an der TU Berlin für das Fachgebiet Quality and Usability berufen. Von 2015 bis 2017 war er Prodekan und 2017 bis 2019 Dekan der Fakultät für Elektrotechnik und Informatik der TU Berlin. Er leitet seit 2017 als Wissenschaftlicher Direktor den Forschungsbereich Speech and Language Technology am Deutschen Forschungszentrum für Künstliche Intelligenz (DFKI).
Im September 2008 arbeitete er als Visiting Fellow an den MARCS Auditory Laboratories, University of Western Sydney in Australien an der Evaluierung von Avataren.  Im November 2011 lehrte er als Visiting Professor an der Universidad de Granada (Spanien), von Februar bis April 2012 und von Mai bis Juli 2014 war er Visiting Professor an der Ben Gurion University of the Negev in Be'er Sheva (Israel), im Oktober 2013 war er Visiting Professor an der NTNU in Trondheim (Norwegen), und von 2012 bis 2018 war er Adjunct Professor an der University of Canberra (Australien), wo er im Februar 2014 auch unterrichtete. Seit 2018 ist er Adjunct Professor an der University of Technology Sydney (Australien). Sein Buch mit dem Titel "Quality Engineering" erschien im Jahr 2010.

## Ehrungen und Auszeichnungen
- 1998: Stiftungspreis der Geers-Stiftung
- 2003: Lothar-Cremer-Preis der Deutschen Gesellschaft für Akustik[1]
- 2005: Heisenberg-Stipendium
- 2009: Johann-Philipp-Reis-Preis[2]